# Maria Sanford

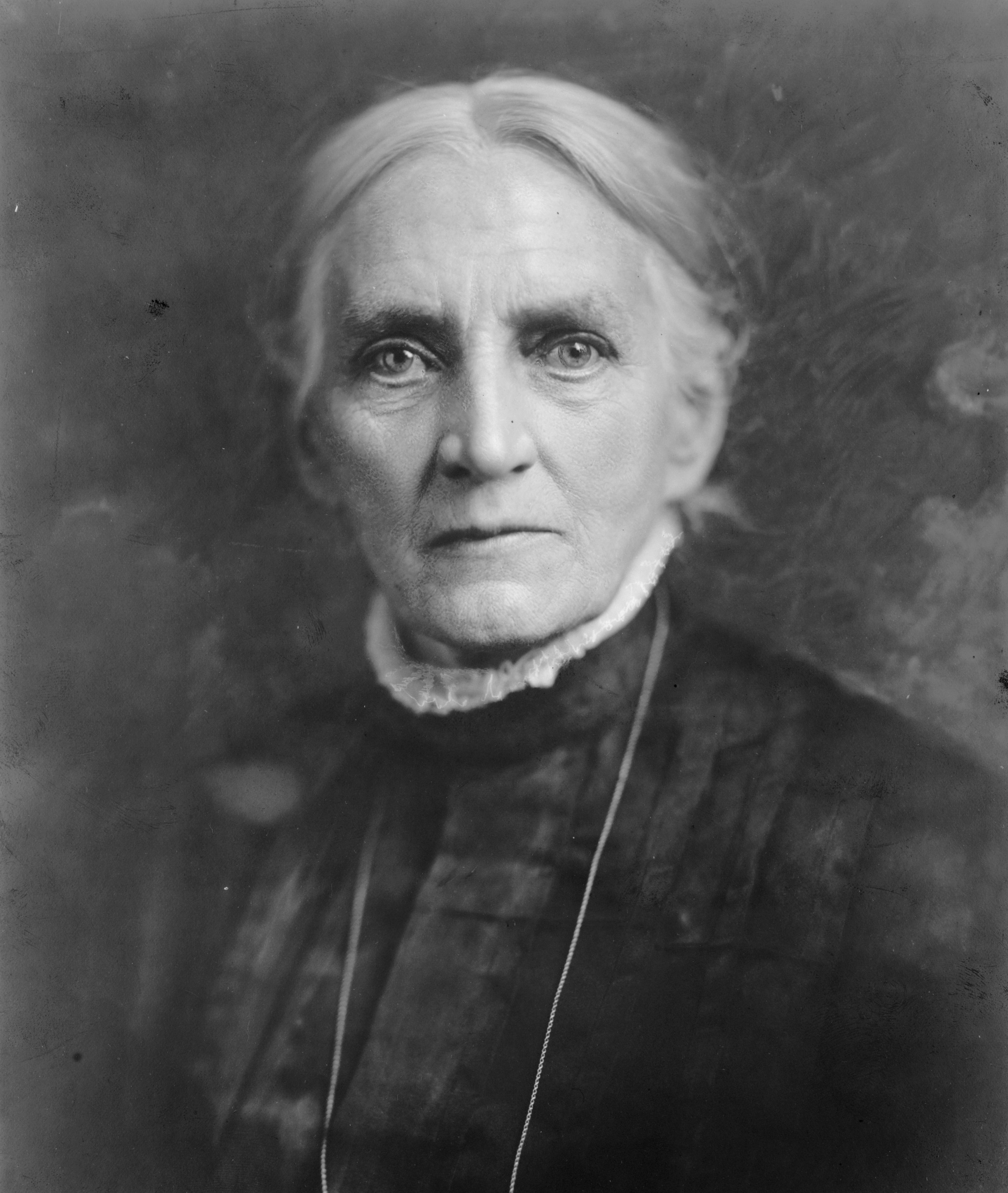
Maria Louise Sanford, 1910

 Maria Louise Sanford (* 19. Dezember 1836 in  Old Saybrook, Connecticut; † 21. April 1920 in Washington, D.C.) war eine US-amerikanische Pädagogin und Hochschullehrerin. Sie war eine der ersten Professorinnen in den USA und unterrichtete fast 30 Jahre lang an der University of Minnesota. Sie wird mit einer Statue in der National Statuary Hall im Kapitol der Vereinigten Staaten geehrt.

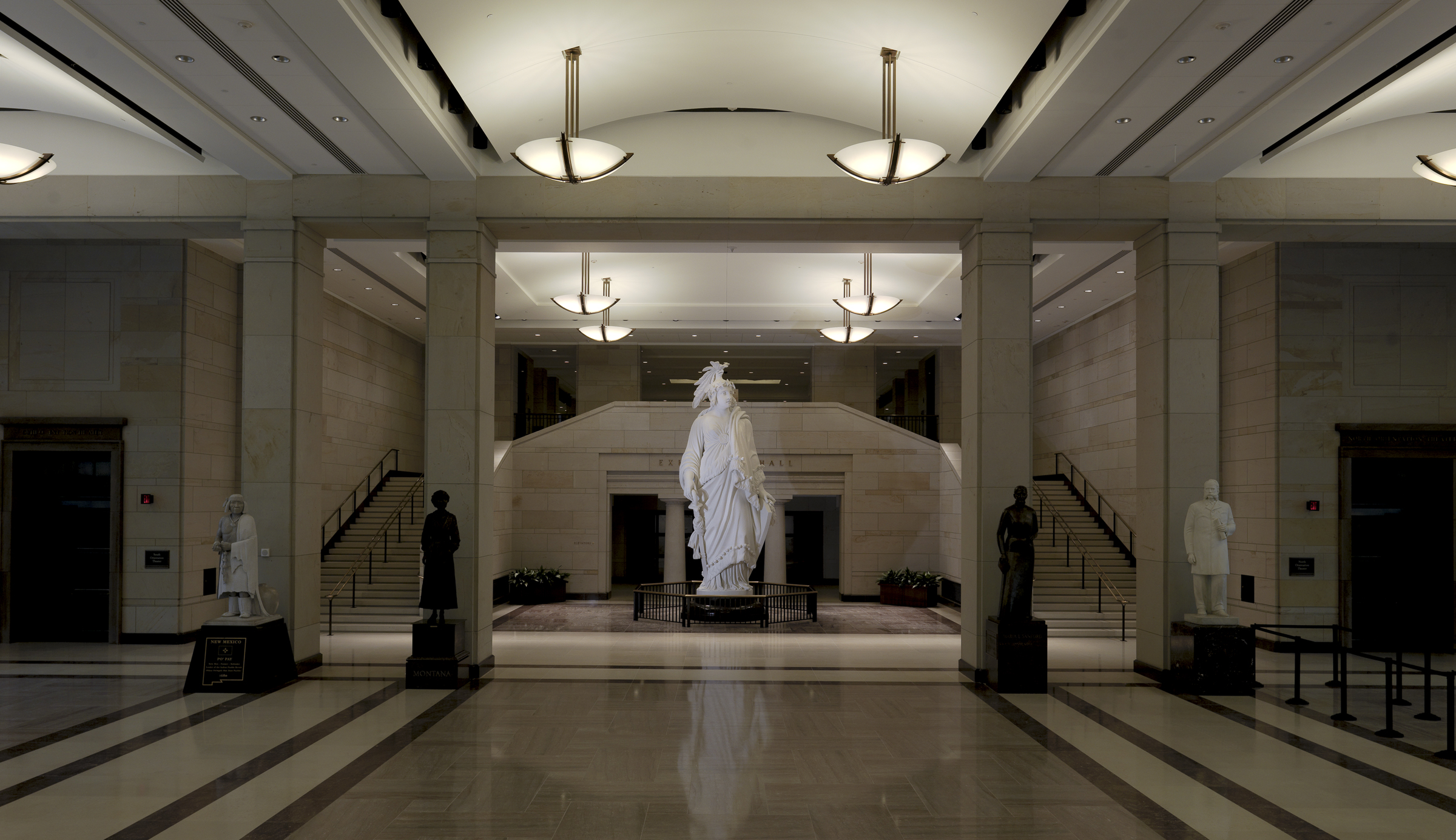
Die Statue von Maria Sanford rechts neben dem Gipsmodell der Freiheitsstatue in der Emanzipationshalle des Capitol Visitor Center, Washington D.C.

## Leben und Werk
Sanford war eines von drei Kindern von Mary Clark Sanford und von dem Schuhmacher Henry Elisha Sanford. Sie absolvierte die örtliche Schule, die Meriden Academy, und studierte mit ihrem Mitgiftgeld an der New Britain Normal School (jetzt Central Connecticut State University). Sie schloss ihr Studium 1855 mit Auszeichnung ab und unterrichtete anschließend zwölf Jahre lang in verschiedenen Städten in Connecticut. 1867 zog sie nach Pennsylvania, wo sie 1869 zur Direktorin der Akademie in Unionville ernannt wurde.
1871 wurde ihr als die erste Frau in den Vereinigten Staaten die Stelle einer Professorin für Geschichte am Swarthmore College in Swarthmore, Pennsylvania, angeboten. Sie lehrte dort neun Jahre, bis William Watts Folwell, der erste Präsident der University of Minnesota, ihr 1880 eine Stelle als Assistenzprofessorin für Rhetorik und Sprache anbot. 1881 wurde sie zur Professorin ernannt und leitete die Rhetorikabteilung von 1881 bis zu ihrer Pensionierung 1909.
Sie setzte sich für die Rechte der Frau ein, unterstützte die Bildung von Afroamerikanern, war Pionierin des Konzepts der Erwachsenenbildung und Gründerin von Eltern-Lehrer-Organisationen. Sie wurde Chefdirektorin des Northwestern Hospital und gründete die Minneapolis Improvement League. Sie wurde 1920 ausgewählt, um bei der Staatsfeier zur Verabschiedung des 19. Verfassungszusatzes eine Rede zu halten.

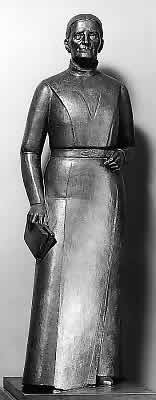
Statue von Maria Sanford in der National Hall Collection von Minnesota

Sanford starb im Alter von 83 Jahren in Washington, D.C. und ist auf dem Mount Vernon Cemetery in Philadelphia beigesetzt.

## Ehrungen
- 1910 errichtete die University of Minnesota die Sanford Hall zu ihren Ehren.[3]
- 1917 erhielt sie im Alter von 80 Jahren den Ehrendoktor der Humane Letters von dem Carleton College.
- Der Liberty-Frachter SS Maria Sanford, der 1943 im Zweiten Weltkrieg in Dienst gestellt wurde, wurde nach Sanford benannt.
- Eine Schule in Minneapolis, Minnesota, wurde in Erinnerung an sie Maria Sanford Junior High (heute Sanford Middle School) genannt.[4]
- Eine Grundschule in Montevideo, Minnesota, wurde Maria L. Sanford Elementary School genannt.
- An der Central Connecticut State University ist die Maria Sanford Hall nach ihr benannt.
- 1958 wurde eine von Evelyn Raymond aus Bronze gestaltete Statue von Maria Sanford in der National Statuary Hall Collection aufgestellt.[5]